# Esperó de Bolòs
L'esperó de Bolòs (Delphinium bolosii), és una planta de la família de les ranunculàcies (Ranunculaceae).

## Morfologia
És una herba perenne, rizomatosa, que pot arribar a fer fins a 165 cm d'alçada, formadora de rosetes. Les fulles basals i caulinars són palmatisectes amb pecíols amplexicaules i lacínies foliars més amples que a l'espècie propera D. fissum. La inflorescència és un raïm lax simple o amb 1 o 2 raïms axil·lars, que conté (15) 40 (100) flors blau-violades, clarament esperonades, de 22-26 mm. El fruit presenta 3 fol·licles glabres que contenen llavors petites negres, amb esquames imbricades amples. El nombre cromosòmic és 2n=18.

## Distribució
L'esperó de Bolòs és un endemisme estricte de Catalunya. Es coneix de cinc localitats: la primera es va descobrir l'any 1980 a Ulldemolins (Priorat), on recentment s'ha trobat un segon nucli (a mig km de l'anterior). La segona, prop de Rubió de Baix (la Noguera), que inicialment va ser descrita per Ascaso i Pedrol com a D. fissum subsp. fontqueri i, posteriorment, després de la confirmació cromosòmica, transferida a D. bolosii. Una d'extingida, a Sant Llorenç del Munt (Bages), que data d'una citació antiga del 1912 de Cadevall, que més tard es va atribuir, erròniament a D. elatum (espècie que correspon a un grup d'esperons d'alta muntanya pirinenca i alpina) i que pertany, de fet, a l'esperó de Bolós com testimonia el plec conservat a l'herbari BC. Molt recentment, els agents forestals de Balaguer han descobert dues petites poblacions a la Noguera, una a Alòs de Balaguer, a uns 5 km de la de Rubió de Baix i la segona, encara més petita, prop del pantà de Camarasa, aproximadament a 1 km riu avall de l'anterior, en relleixos força inaccessibles. En total, doncs, es coneix en l'actualitat de 3 quadrats UTM de 10 x 10 km de costat: CF27, CG24 i CG34 (DG11 correspon a la població extinta).

## Hàbitat
Pel que fa a l'ecologia es troba en terrasses calcàries a peu de cingles o en fons de barranc, entre 300-600 m. Creix en clarianes de boixedes subnitròfiles (enriquides amb espècies termòfiles) a la Noguera o entre les bardisses de Rubus ulmifolius, al domini del carrascar, al Priorat.

## Taxonomia
Delphinium bolosii va ser descrita l'any 1983 per dos membres de l'equip BioC, els Drs. Cèsar Blanché i Julià Molero. Pertany a un grup d'espècies i subespècies d'origen oriental -la sèrie Fissa del subgènere Oligophyllon- que s'estén per tota la regió Mediterrània i que troben en la península Ibèrica un extrem de la seva àrea de distribució (Blanché, 1991). Els estudis citogenètics han permès veure que D. bolosii és una espècie singular (Blanché et al., 1997), un disploide de 2n=18 cromosomes, fenomen molt rar dins del gènere i de la tribu. Està molt emparentat amb D. fissum subsp. fissum per l'est i amb D. fissum subsp. sordidum, per l'oest (aquesta darrera es troba en poblacions petites i aïllades a la Península Ibèrica), i amb una espècie descrita recentment de les serres de Terol, D. mansanetianum, totes elles, però, de 2n=16 cromosomes.
Etimologia
bolosii: epítet dedicat en honor del professor Oriol de Bolòs i Capdevila pels seus autors i estudiat per l'equip del BioC des del el seu descobriment l'any 1980.
Sinonímia
- Delphinium fissum subsp. bolosii (C. Blanché & Molero) J. Vigo
- Delphinium fissum subsp. fontqueri Ascaso & Pedrol
- Delphinium elatum subsp. montanum (DC.) P. Fourn. sensu Bolòs & Vigo pro parte[2]